# أغبلاغ (هشترود)
أغبلاغ هي قرية في مقاطعة هشترود، إيران. عدد سكان هذه القرية هو 153 في سنة 2006.